# Nô Stopa
Nô Stopa é o nome artístico da cantora e compositora brasileira Aniela Stopa Juste (São Paulo, 1978), filha do cantor e compositor brasileiro Zé Geraldo.
Tem 2 álbuns lançados, e um single "Deixa Andar" que fez parte da trilha sonora da novela "Revelação", do SBT. Ela também é conhecida por sua parceria com o Fernando Anitelli (O Teatro Mágico), com o qual já compôs e gravou várias músicas.
Paralelamente à sua carreira solo, Nô desenvolve trabalhos destinados ao público infantil. Ela é integrante da "Banda Mirim", um grupo que vem chamando a atenção no meio do teatro musical. Além disso, ela tem um projeto paralelo de música folk com o também músico Zeca Loureiro intitulado "2 Of Us".
Atualmente, além desses trabalhos, Nô vem se apresentando ao lado do pai no espetáculo “Raízes e Frutos”.
Em 2015, cinco anos após seu último trabalho solo, lança seu terceiro disco intitulado "Manifesto Poesia", com arranjos criados em parceria com Fernando Anitelli, músico responsável pela criação do grupo O Teatro Mágico, que é também o produtor do novo disco de Nô. Integram os arranjos, ainda, os músicos Zeca Loureiro na guitarra e violão aço, Sérgio Carvalho no baixo, Guilherme Ribeiro no teclado e Gustavo Souza na bateria e percussão. Para enriquecer ainda mais o Manifesto Poesia, o disco contou com participações especiais de Roberta Campos, na voz e composição, Zé Geraldo e Chico Teixeira, com seu violão folk.

## Discografia

### Carreira solo
- 2004 - Camomila e Distorção - (Sol do Meio Dia/ Tratore)
- 2010 - Novo Prático Coração - (Sol do Meio Dia/ Tratore)
- 2015 - Manifesto Poesia -

### Banda Mirim
- 2005 - Felizardo - CD Independente
- 2010 - Espoleta - CD Gravado pelo Selo SESC

### Como convidada
- 1998 -  O Novo Amanhece- Renato Teixeira e Zé Geraldo - cantora e compositora de 2 canções.
- 2003 - Entrada para Raros - O Teatro Mágico - Canção "Realejo"
- 2006 - "Um Pé no Mato Um Pé no Rock" - CD e DVD Zé Geraldo - Canção "Terceiro Mundano"
- 2008 - "O Coração do Homem Bomba Vol 2" - Zeca Baleiro - Canção "Tevê"
- 2011 - "Cidadão 30 e Poucos Anos" - CD e DVD Zé Geraldo - Canções "Um Simples Olharzinho Seu" e "Nega"
- 2011 - A Sociedade do Espetáculo - O Teatro Mágico - Canção "Folia no Quarto"
- 2011 - As Claves da Gaveta - Fernando Anitelli Trio - Canção "Na Varanda"
- 2022 - Luzente[12] - O Teatro Mágico - Canções "Almaflor", "Instalação" e "Tantas são..."